# Italiciano

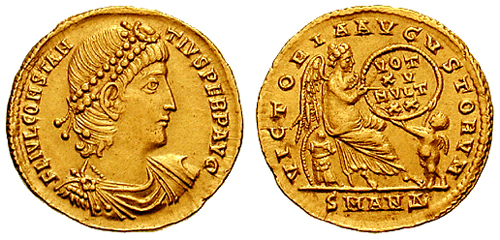
Soldo de r.

Italiciano (em latim: Italicianus) foi um oficial romano do século IV, ativo durante o reinado do imperador Constâncio II (r. 337–361). Nativo da Itália, aparece pela primeira vez em 355, quando recebeu uma carta do sofista Libânio; segundo informação contida na carta, Italiciano estava na corte de Constantinopla por esta época. Aparece novamente em 359, quando exerceu por apenas três meses a função de prefeito do Egito; foi substituído no ofício por Faustino.
Em 360, foi nomeado governador da Síria; segundo algumas das epístolas de Libânio sua administração foi bem recebido pelos habitantes de Antioquia. Em 361, foi nomeado para vigário da Ásia; segundo outras epístolas de Libânio, sabe-se que Italiciano esteve neste ano na Lícia e na Pisídia. No mesmo ano, Italiciano teria sido pretendente da neta de Bassiana, provável sobrinha de Espectato e filha de Talássio e Teodora.